# غيردا ليرنر
غيردا هيدفيغ ليرنر (الاسم قبل الزواج: غيردا هيدفيغ كرونشتاين، 30 أبريل 1920 - 2 يناير 2013) مؤرخة وكاتبة نسوية أمريكية ذات أصول نمساوية. كتبت ليرنر، بالإضافة إلى مطبوعاتها العلمية العديدة، الشعر، والقصص الخيالية، والمسرحيات، والسيناريوهات، والسير الذاتية. كانت ليرنر رئيسة منظمة المؤرخين الأمريكيين في الفترة 1980-1981. وفي عام 1980، عُينت كأستاذة للتاريخ في جامعة ويسكونسن -ماديسون، ودرّست هناك حتى تقاعدت في عام 1991.
كانت ليرنر واحدة من مؤسسي المجال الأكاديمي لتاريخ المرأة. وفي عام 1963، درّست ليرنر، وكانت لا تزال في المرحلة الجامعية في الكلية الجديدة للبحث الاجتماعي، أول منهج جامعي في العالم حول تاريخ المرأة؛ وكان بعنوان «النساء العظيمات في التاريخ الأمريكي».
درّست ليرنر في جامعة لونغ آيلاند من 1965 إلى 1967. ولعبت دورًا رئيسيًا في تطوير مناهج تاريخ المرأة، وشاركت في وضع برامج دراسة جامعية في تاريخ المرأة في كلية سارة لورانس (حيث درّست في الفترة من عام 1968 إلى عام 1979، ووضعت أول برنامج دراسات عليا في الولايات المتحدة حول موضوع تاريخ المرأة) وفي جامعة ويسكونسن -ماديسون، حيث أطلقت هناك أول برنامج لنيل درجة الدكتوراه في تاريخ المرأة. عملت أيضًا في جامعة ديوك وجامعة كولومبيا، وشاركت هناك في تأسيس الحلقات الدراسية المعنية بالمرأة.

## الحياة المهنية
في أثناء إقامتها في نيويورك، تزوجت غردا كرونشتاين من جنسن. عملت كرونشتاين في وظائف متنوعة؛ إذ عملت كنادلة، وبائعة، وموظفة مكتب، وعاملة تقنية للأشعة السينية، فيما كانت أيضًا تكتب شعرًا وقصصًا خيالية. نشرت كرونشتاين قصتين قصيرتين تبرزان وقائع شخصية مباشرة عن الضم النازي للنمسا.
فشل زواجها من جنسن عندما التقت بكارل ليرنر (1912 -1973)، وهو مخرج مسرحي متزوج، وكان عضوًا في الحزب الشيوعي الأمريكي. استقر كل من جنسن وكرونشتاين في نيفادا بصفة مؤقتة، وحصلا على الطلاق في ولاية رينو؛ وهي الولاية التي تقدم شروطًا أسهل للطلاق من معظم الولايات الأخرى. تزوّجت كرونشتاين من ليرنر وانتقلا إلى هوليود، حيث عمل كارل في صناعة الأفلام.
في عام 1946، ساعدت غيردا ليرنر في تأسيس منظمة المرأة الأميركية في لوس أنجلوس، وهي منظمة واجهة شيوعية. انخرط الزوجان في أنشطة الحزب الشيوعي الأمريكي؛ والتي شملت أنشطة النقابات العمالية، والحقوق المدنية، ومناهضة النزعة العسكرية. وقد عانا كلاهما في ظل صعود المكارثية في خمسينيات القرن العشرين، وخاصة مع صدور قائمة هوليود السوداء.
عاد الزوجان إلى نيويورك. وفي سنة 1951، تعاونت غيردا ليرنر مع الشاعرة إيف ميريام في عرض موسيقي بعنوان: غناء النساء. نشرت غيردا رواية «لا وداع» في عام 1955. عادت ليرنر إلى نيويورك من أجل الدراسة في الكلية الجديدة للبحث الاجتماعي، وهناك حصلت على درجة البكالوريوس في عام 1963. قالت ليرنر بأن وضعها المتكرر جعلها تفكر في «الأشخاص الذين لم يكن لهم صوت في سرد قصصهم الخاصة. وقد أثرت رؤى ليرنر في نهاية المطاف على قرارها بالحصول على درجة الدكتوراه في التاريخ، ثم في المساعدة في جعل تخصص تاريخ المرأة تخصصًا أكاديميًا». في عام 1963، قدمت غيردا أول منهج جامعي في العالم حول تاريخ المرأة، ولم يكن تاريخ المرأة حينئذ يمثل حقلًا ومجالًا للدراسة في الأوساط الأكاديمية.
في أوائل ستينيات القرن العشرين شاركت ليرنر وزوجها في تأليف سيناريو فيلم «أسود مثلي» (1964)، والذي يقوم على كتاب الصحفي الأبيض جون هوارد غريفين. وهو يحكي عن صحفي متنكر كرجل أسود؛ سافر لمدة ستة أسابيع إلى البلدات والمدن الصغيرة في الجنوب العميق ليقدم تقريرًا عن الحياة هناك. أخرج كارل ليرنر الفيلم، بطولة جيمس ويتمور.
استمرت ليرنر في إجراء الدراسات العليا في جامعة كولومبيا، ومن هناك حصلت على كل من شهادة الماجستير (1965) وشهادة الدكتوراه (1966). نشرت ليرنر أطروحة الدكتوراه الخاصة بها تحت عنوان «الشقيقتان غريمكي من كارولينا الجنوبية: المتمردات ضد الرق» (1967)، وهي دراسة عن سارة مور غريمكي وأنجيلينا غريمكي، وهما شقيقتان من أسرة تمارس تجارة الرق؛ أصبحتا إبطاليات مؤيدات لمبدأ إلغاء الرق في الشمال. عندما علمت الشقيقتان بأن أخاهم الراحل لديه أبناء من عرق مختلط، ساعدن على تعليمهم بتزويدهم بالمال.
في عام 1966، أصبحت ليرنر عضوًا مؤسسًا في المنظمة الوطنية للمرأة (إن أوه دابليو)، وعملت كزعيمة قومية لفترة قصيرة. وفي سنة 1968، حصلت على أول تعيين أكاديمي في كلية سارة لورانس. وهناك طورت ليرنر برنامج ماجستير في الآداب في تاريخ المرأة، والذي أطلقته كلية سارة لورانس للدراسة ابتداءً من عام 1972؛ وقد كان أول برنامج دراسات عليا في الجامعات الأمريكية في هذا المجال. درّست ليرنر أيضًا في جامعة لونغ آيلاند في بروكلين.
في ستينيات وسبعينيات القرن العشرين، نشرت ليرنر كتبًا ومقالات علمية ساعدت في إنشاء وتأسيس تاريخ المرأة كمجال دراسي معترف به. كانت مقالتها التي نشرت في عام 1969 بعنوان «السيدة وفتاة الطاحون: التغيرات في وضع المرأة في عصر جاكسون»، والتي نشرت في دورية الدراسات الأمريكية، مثالًا مبكرًا وذا قيمة على التحليل الطبقي في تاريخ المرأة. كانت ليرنر من أوائل من استخدموا منظورات نسوية متميزة في دراسة التاريخ.
من بين أهم أعمالها، المختارات الأدبية الوثائقية «المرأة السوداء في أمريكا البيضاء» (1972) و«التجربة الأنثوية» (1976)، والتي قامت بتحريرها، إلى جانب مجموعة مقالاتها؛ «الأغلبية تعثر على ماضيها» (1979).
في عام 1979، ترأست ليرنر حلقات تدريبية حول تاريخ المرأة، وهي مجموعة لقاءات دامت خمسة عشر يومًا (13-29 يوليو) في كلية سارة لورانس، وقد شاركت في رعايتها الكلية وتحالف عمل المرأة ومؤسسة سميثسونيان. وقد حضر الحلقات قادة المنظمات الوطنية المعنية بالمرأة والفتيات. عندما علم المشاركون في تلك الحلقات بنجاح أسبوع تاريخ المرأة، والذي احتُفل به في مقاطعة سونوما بكاليفورنيا، قرروا بدء احتفالات مماثلة داخل منظماتهم ومجتمعاتهم المحلية ودوائرهم المدرسية. اتفقوا أيضًا على دعم الجهود المبذولة لتأمين إنشاء «أسبوع وطني لتاريخ المرأة». وقد ساعد ذلك على إنشاء وإقامة شهر تاريخ المرأة على الصعيد الوطني.
في عام 1980، انتقلت ليرنر إلى جامعة ويسكونسن في ماديسون، وهناك أطلقت أول برنامج لنيل درجة الدكتوراه في تاريخ المرأة. وفي هذه الجامعة، كتبت ليرنر كتاب «نشأة النظام الأبوي» (1986)، وكتاب «نشأة الوعي النسوي» (1993)، وهما الجزءان الأول والثاني من موضوع المرأة والتاريخ؛ وكتاب «لماذا التاريخ مهم» (1997)، وكتاب «الأعشاب النارية: سيرة ذاتية سياسية» (2002).
في الفترة من 1981-1982، عملت ليرنر كرئيس لـ منظمة المؤرخين الأمريكيين. ساعدت ليرنر، بوصفها المديرة التربوية للمنظمة، في جعل تاريخ المرأة في متناول قادة المنظمات النسائية ومعلمي المدارس الثانوية.

## وصلات خارجية
- الموقع الرسمي
- غيردا ليرنر على موقع IMDb (الإنجليزية)
- غيردا ليرنر على موقع إن إن دي بي (الإنجليزية)